# Diócesis de Natitingou
La diócesis de Natitingou (en latín: Dioecesis Natitinguensis y en francés: Diocèse de Natitingou) es una circunscripción eclesiástica de la Iglesia católica en Benín. Se trata de una diócesis latina, sufragánea de la arquidiócesis de Parakou. Desde el 13 de marzo de 2014 su obispo es Antoine Sabi Bio.

## Territorio y organización
La diócesis tiene 20 499 km² y extiende su jurisdicción sobre los fieles católicos de rito latino residentes en el departamento de Atakora.
La sede de la diócesis se encuentra en la ciudad de Natitingou, en donde se halla la Catedral de la Inmaculada Concepción.
En 2021 en la diócesis existían 39 parroquias.

## Historia
La diócesis fue erigida el 10 de febrero de 1964 mediante la bula Ne latius pateret del papa Pablo VI, obteniendo el territorio de la prefectura apostólica de Parakou (hoy arquidiócesis). Originariamente era sufragánea de la arquidiócesis de Cotonú.
El 10 de junio de 1995 cedió parte del su territorio para que la erección de la diócesis de Djougou mediante la bula Quo aptius proveheretur del papa Juan Pablo II.
El 16 de octubre de 1997 pasó a formar parte de la provincia eclesiástica de la arquidiócesis de Parakou.

### Cooperación misionera
En 1996 la diócesis de San Severo, de Italia, emprendió una experiencia misionera en Wansokou, en el contexto de la primera evangelización. En la parroquia Santa Teresita del Niño Jesús (que comprende unos 20 pueblos), algunos sacerdotes diocesanos, enviados como misioneros fidei donum, prestan el servicio pastoral. Una pequeña comunidad de monjas trabaja junto a los sacerdotes. La nueva iglesia parroquial fue inaugurada el 15 de octubre de 2005.
En diciembre de 2011, después de haber confiado la parroquia de Wansokou al clero local, los misioneros de la diócesis de San Severo se trasladaron a la parroquia de Notre Dame de l'Assomption en Cotiakou, donde comenzaron una nueva experiencia de cooperación misionera.

## Estadísticas
Según el Anuario Pontificio 2022 la diócesis tenía a fines de 2021 un total de 216 340 fieles bautizados.
| Año                                                                             | Población            | Población | Población      | Sacerdotes | Sacerdotes    | Sacerdotes    | Bautizados por sacerdote | Diáconos permanentes | Religiosos | Religiosos | Parroquias |
| Año                                                                             | Bautizados católicos | Total     | % de católicos | Total      | Clero secular | Clero regular | Bautizados por sacerdote | Diáconos permanentes | Varones    | Mujeres    | Parroquias |
| ------------------------------------------------------------------------------- | -------------------- | --------- | -------------- | ---------- | ------------- | ------------- | ------------------------ | -------------------- | ---------- | ---------- | ---------- |
| 1970                                                                            | 6300                 | 368 500   | 1.7            | 30         | 5             | 25            | 210                      |                      | 30         | 38         | 16         |
| 1980                                                                            | 10 525               | 433 525   | 2.4            | 25         | 5             | 20            | 421                      |                      | 27         | 51         | 23         |
| 1990                                                                            | 18 490               | 602 407   | 3.1            | 24         | 12            | 12            | 770                      |                      | 16         | 65         | 23         |
| 1999                                                                            | 18 652               | 605 152   | 3.1            | 27         | 26            | 1             | 690                      |                      | 8          | 84         | 22         |
| 2000                                                                            | 19 662               | 606 000   | 3.2            | 35         | 31            | 4             | 561                      |                      | 11         | 81         | 24         |
| 2001                                                                            | 30 085               | 402 097   | 7.5            | 37         | 26            | 11            | 813                      |                      | 16         | 29         | 25         |
| 2002                                                                            | 76 397               | 561 381   | 13.6           | 33         | 28            | 5             | 2315                     |                      | 11         | 30         | 24         |
| 2003                                                                            | 79 763               | 561 381   | 14.2           | 41         | 28            | 13            | 1945                     |                      | 28         | 33         | 25         |
| 2004                                                                            | 110 661              | 553 417   | 20.0           | 43         | 34            | 9             | 2573                     |                      | 23         | 45         | 26         |
| 2010                                                                            | 121 432              | 701 425   | 17.3           | 52         | 44            | 8             | 2335                     |                      | 35         | 149        | 29         |
| 2013                                                                            | 170 294              | 759 616   | 22.4           | 58         | 51            | 7             | 2936                     |                      | 37         | 168        | 26         |
| 2016                                                                            | 184 650              | 882 992   | 20.9           | 65         | 55            | 10            | 2840                     |                      | 28         | 153        | 37         |
| 2019                                                                            | 205 115              | 976 750   | 21.0           | 84         | 71            | 13            | 2441                     |                      | 41         | 181        | 39         |
| 2021                                                                            | 216 340              | 1 030 830 | 21.0           | 79         | 65            | 14            | 2738                     |                      | 46         | 175        | 39         |
| Fuente: Catholic-Hierarchy, que a su vez toma los datos del Anuario Pontificio. |                      |           |                |            |               |               |                          |                      |            |            |            |

## Episcopologio
- Patient Redois, S.M.A. † (10 de febrero de 1964-11 de noviembre de 1983 renunció)
- Nicolas Okioh † (11 de noviembre de 1983-10 de junio de 1995 renunció)
  - Sede vacante (1995-1997)
- Pascal N'Koué (28 de junio de 1997-14 de junio de 2011 nombrado arzobispo de Parakou)
  - Sede vacante (2011-2014)
  - Antoine Sabi Bio (2011-2014) (administrador apostólico)
- Antoine Sabi Bio, desde el 13 de marzo de 2014